# Cuninico
Cuninico es una localidad peruana, en el distrito de Urarinas, provincia de Loreto, al noroeste del departamento de Loreto.

## Descripción
Cuninico se encuentra en las orillas del río Marañón, entre los años 2014 y 2015 sufrió una catástrofe ambiental al derramarse petróleo en las fuentes de consumo de agua del pueblo. Las consecuencias de dicho accidentes se siguen presentando en 2020. En sus alrededores se encuentra el sitio arqueológico de Cuninico y Maipuco.